# Петербурзькі повісті

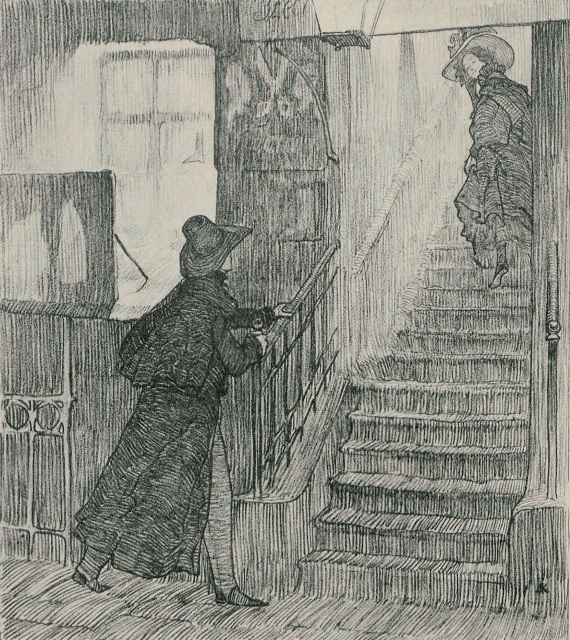
Ілюстрація до повісті «Невський проспект»

Петербурзькі повісті (рос. Петербургские повести) — загальна назва п'яти  повістей, написаних Миколою Гоголем, і назва складеного з них збірника. Об'єднані спільним місцем дії — Санкт-Петербургом 1830—1840-х років.
Петербурзькі повісті являють собою особливий етап у творчості Гоголя; історики літератури говорять про другий, «петербурзький», період його діяльності.

## Зміст збірника
- «Невський проспект» (рос. «Невский проспект»)
- «Ніс» (рос. «Нос»)
- «Портрет» (рос. «Портрет»)
- «Шинель» (рос. «Шинель»)
- «Записки божевільного» (рос. «Записки сумасшедшего»)

Деякі літературознавці, зокрема і Олександр Воронський, ставлять в один ряд з Петербурзькими повістями ще і повість «Карета» (рос. «Коляска»).

## Хронологічні рамки
Повісті створювалися протягом 30—40-х років XIX століття. 1835 року були видані повісті «Записки божевільного», «Невський проспект», «Портрет» (значно перероблений варіант цієї повісті вийшов у 1842 році), більшість з яким були написані одним-двома роками раніше. Наступного, 1836, року з'явилася на світ повість «Ніс», а 1842 — «Шинель».

## Переклади українською мовою
- Микола Гоголь. Петербурзькі повісті: Невський проспект (пер. за ред. О. Б. Стаєцького), Ніс (пер. М. Рильського), Портрет (пер. за ред. О. Стаєцького), Шинель (пер. А Хуторяна), Коляска (пер. М. Рильського), Записки божевільного (пер. М. Рильського), Рим (пер. Є. Кротевича) — К. : Держлітвидав України, 1959 — 252 с. + 6 іл., накл. 7000 пр.